# Jakob's Wife
Jakob's Wife è un film del 2021 diretto da Travis Stevens.
Pellicola di produzione statunitense sceneggiata dal regista con Kathy Charles e Mark Steensland.

## Trama
Anne è la moglie di Jakob, il pastore della chiesa locale, a cui è devota e con cui presenzia a ogni funzione. Proprio dopo una celebrazione, i due consolano la giovane Amelia, ragazza figlia di una donna alcolista: subito dopo Amelia viene tuttavia aggredita da una figura sovrannaturale. La polizia inizia a cercare la ragazza, data per scomparsa. Quella stessa sera, Anne comunica al marito che Tom Low, uomo con cui era stata fidanzata ai tempi delle scuole superiori, è arrivato in città: nonostante Jakob sia infastidito da ciò, acconsente comunque che la donna lo incontri da sola. Dopo una cena in ristorante, i due si appartano in un casolare abbandonato e scatta un bacio: Anne è tuttavia dubbiosa sul da farsi. Proprio mentre i due ne discutono, la stessa figura che aveva attaccato Amelia uccide Tom e aggredisce la stessa Anne. 
Anne rientra a casa molto tardi quella sera e Jakob percepisce subito qualcosa di anomalo in lei: Anne è reticente e vuole nascondere il segno che ha sul collo. Dal giorno dopo, Anne inizia a essere più autoritaria ed energica ed a ricevere di tanto in tanto le visite di una presenza che si fa sempre più forte. La donna è stata infatti morsa da una master vampira e sta diventando lei stessa una creatura della notte: inizia a sviluppare voglia di sangue ed a non riuscire a mangiare altro, nonché a bruciarsi quando viene esposta a una luce molto intensa. La trasformazione è tuttavia parziale: Anne riesce a nascondere a tutti cosa sta accadendo per diverso tempo. Insospettito per il cambiamento repentino avuto dalla moglie dopo l'incontro con Tom, su invito di suo fratello Jakob lo cerca presso il casolare in cui stava lavorando: qui si imbatte in due ragazzi latini con cui aveva discusso alcuni giorni prima, uno dei quali decide di aggredirlo. 
Durante l'alterco, i tre vengono sorpresi da Amelia: diventata ormai un vampiro a tutti gli effetti, la ragazza uccide il ragazzo latino e terrorizza Jakob e la ragazza. Rientrato di fretta a casa, Joakob scopre che sua moglie ha appena attirato in casa e aggredito un uomo: si rende quindi conto che anche lei è diventata una vampira. Dopo aver liquidato lo sceriffo, che si era presentato a casa sua su segnalazione della ragazza latina, Jakob aiuta sua moglie a uccidere la vittima prima che si vampirizzi per poi recarsi nuovamente al casolare. Jakob vorrebbe che la moglie lo aspetti in macchina mentre affronta la master, tuttavia Anne insiste per entrare: una volta nel casolare, la donna uccide Amelia con un paletto, scandalizzando Jakob che scappa via. Dopo questo episodio, marito e moglie si riconciliano e cercano di costruire una nuova normalità con i loro equilibri.
Dopo essersi imbattuti in una donna appena defunta, i due ne trafugano il cadavere affinché Anne si nutra. Vengono notati tuttavia da una bambina fuori dalla casa dell'anziana e, successivamente, da una vicina proprio mentre portano il cadavere in casa propria. La donna avverte la polizia, la quale ferma Jakob e scopre delle prove del crimine nella sua vettura: l'uomo racconta loro cosa sta accadendo ma non gli viene creduto. Nel frattempo, il fratello di Jakob (Bob) e sua moglie (Carol) entrano in casa di Anne e scoprono il cadavere trafugato: contattano quindi la polizia, che spedisce la stessa pattuglia che ha arrestato Jakob sul posto. Si manifesta allora la master che, dopo aver ucciso Bob e Carol, cerca di convincere Anne a bere il suo stesso sangue per vampirizzarsi completamente e riuscire a dominare il senso della fame, ottenendo così la piena libertà. 
Arrivano quindi Jakob e la polizia: la master immobilizza i poliziotti ma sottovaluta Jakob, che riesce a ucciderla. Anne è profondamente arrabbiata col marito, reo di non averle consentito ancora una volta di scegliere; i poliziotti decidono di mettere a tacere tutto e lasciare che Jakob risolva il tutto. Jakob e Anne discutono quindi sul da farsi e si promettono falsamente fedeltà: ciascuno di loro ha tuttavia deciso di assassinare l'altro.

## Distribuzione
Presentato in anteprima durante il festival South of Southwest nel marzo 2021, il film è stato distribuito nel mercato on demand a partire dal mese successivo. L'opera ha inoltre ricevuto una distribuzione limitata nelle sale cinematografiche.

## Accoglienza

### Incassi
Il film ha incassato circa 30 mila dollari al botteghino.

### Critica
Sull'aggregatore Rotten Tomatoes il film riceve il 85% delle recensioni professionali positive con un voto medio di 6,8 su 10 basato su 93 critiche, mentre su Metacritic ottiene un punteggio di 59 su 100 basato su 15 critiche.